# Rudolf Hansen (Leichtathlet)
Rudolf Hansen (Rudolf Carl Hansen; * 30. März 1889 in Næstved; † 12. Oktober 1929 in Kopenhagen) war ein dänischer Marathonläufer.
Bei den Dänischen Meisterschaften wurde er 1916 Dritter, 1917 Zweiter und 1919 sowie 1920 Dritter.
Bei den Olympischen Spielen 1920 in Antwerpen wurde er Achter in 2:41:40 h.